# Fazliddin Gaibnazarov
Fazliddin Xasanbayevich Gaibnazarov (ur. 16 czerwca 1991 w Bekobodzie) – uzbecki bokser, mistrz olimpijski z Rio de Janeiro (2016).
Wystąpił w kategorii lekkiej  (do 60 kg) na mistrzostwach świata w 2011 w Baku, gdzie po wygraniu trzech walk przegrał w ćwierćfinale z późniejszym mistrzem Wasylem Łomaczenko.
Na igrzyskach olimpijskich w 2012 w Londynie również wystąpił w wadze lekkiej. Po pokonaniu Yhyacinthe Abdona z Kamerunu i Jose Ramireza ze Stanów Zjednoczonych przegrał w ćwierćfinale z późniejszym wicemistrzem olimpijskim Han Soon-chulem z Korei Południowej. Zajął 2. miejsce w tej kategorii wagowej na letniej uniwersjadzie w 2013 w Kazaniu. Na mistrzostwach świata w 2013 w Ałmaty przegrał drugą walkę z późniejszym zwycięzcą turnieju Lázaro Álvarezem z Kuby.
Zdobył srebrny medal w wadze lekkopółśredniej (do 64 kg) na mistrzostwach Azji w 2015 w Bangkoku po porażce w finale z Wuttichai Masukiem z Tajlandii, a następnie taki sam krążek na mistrzostwach świata w 2015 w Doha po wygraniu trzech walk (w tym w półfinale z Wuttichai Masukiem) i porażce w finale z Witalijem Dunajcewem z Rosji.
Zwyciężył w tej kategorii wagowej  na igrzyskach olimpijskich w Rio de Janeiro w 2016, po pokonaniu w półfinale Witalija Dunajcewa i w finale Lorenzo Sotomayora reprezentującego Azerbejdżan.
Jest wielokrotnym mistrzem Uzbekistanu.
W 2016 przeszedł na zawodowstwo. Do sierpnia 2020 stoczył 9 walk zawodowych, z których 8 wygrał, a 1 przegrał.